# Stari Zdenkovac
Stari Zdenkovac is een plaats in de gemeente Čaglin in de Kroatische provincie Požega-Slavonië. De plaats telt 46 inwoners (2001).